# Golejewo (powiat choszczeński)
Golejewo (niem. Herzfelde) – kolonia w Polsce położona w województwie zachodniopomorskim, w powiecie choszczeńskim, w gminie Pełczyce. W latach 1975–1998 miejscowość administracyjnie należała do województwa gorzowskiego. W roku 2007 kolonia liczyła 9 mieszkańców. Kolonia wchodzi w skład sołectwa Niesporowice.

## Geografia
Kolonia leży ok. 5 km na południowy zachód od Niesporowic.

## Historia
Golejewo było miejscowością o metryce średniowiecznej, pierwsza wzmianka pochodzi z 1337 r., kiedy to liczyła ona 50 włók (w tym 4 kościelne), dzierżawcą był Henryk Witte Albus, przedstawiciel jednego z najstarszych rodów nowej marchii. W 1376 r. wieś została oddana w wieczystą dzierżawę klasztorowi Cysterek z Pełczyc. Po kasacji zakonu z okresie reformacji wieś została przejęta przez margrabiego Jana z Kostrzyna, który utworzył domenę. Od 1577 r. Golejewo było tylko folwarkiem. Do 1. poł. XIX wieku często zmieniali się właściciele majątku, w 1929 r. liczył on 532 ha. Po 1945 r. dobra upaństwowiono, działało tu Państwowe Gospodarstwo Rolne, należące do Kombinatu Państwowych Gospodarstw Rolnych w Sarniku. W latach 70. XX wieku i dalszych wszystkie budynki mieszkalne i gospodarcze zostały rozebrane.